# Ті, що не мають коріння
«Ті, що не мають коріння» — фентезійний роман 2015 року, написаний Наомі Новік. Дія роману відбувається у вигаданій країні Польня. Героїня Аґнєшка стає служницею чаклуна на прізвисько Дракон, і разом вони втягуються в битву з таємничою силою, що контролює зачарований ліс Пущу.
Книга є окремим романом і не входить в цикл Темерер, що приніс Новік визнання.

## Сюжет
Аґнєшка живе в селі Двернік у королівстві Польня. Кожні десять років місцевий чарівник Дракон (сам він називає себе Саркан) забирає одну юну дівчину як плату за захист місцевої долини від Пущі — зачарованого лісу, що межує з нею. Аґнєшка народилася в рік данини, але не боїться бути забраною, оскільки Дракон обирає лише найкращих і найяскравіших дівчат, а Аґнєшка незграбна і неохайна — на відміну від своєї прекрасної подруги Касі, яку з дитинства готували для Дракона. Однак на церемонії вибору Дракон вибирає Аґнєшку і раптово переносить її до білої вежі, свого помешкання.
З нотатків, залишених попередніми дівчатами, Аґнєшка здогадується, що її роль здебільшого пов'язана з виконанням домашніх обов'язків для Дракона. Однак Дракон вибрав Аґнєшку, бо вона має магічні здібності, і він починає навчати її простим заклинанням. Аґнєшці ці магічні практики видаються важкими і неприродними.
Дракона викликають, щоб розправитися з химерою. Коли його немає, Аґнєшка помічає, як із села кличуть на допомогу. Наперекір настановам Дракона вона тікає з вежі і повертається до Дверніка, де дізнається, що вовки з Пущі заразили худобу і людину. Аґнєшка успішно знищує худобу магією, але вовки повертаються і намагаються вбити її та Касю. Перш ніж вони встигають це зробити, прибуває Дракон. Йому вдається врятувати її, але він сам отримує поранення. Аґнєшка повертається з Драконом до вежі, і там рятує життя Дракона, інтуїтивно вибравши заклинання з записника баби Яги, у якому Дракон до цього не бачив користі. Визнаючи, що сили Аґнєшки відрізняються від його власних, Дракон неохоче дозволяє їй навчатися більш інтуїтивній магії Яги.
Кася потрапляє в полон до істот з Пущі. Знаючи, що ніхто не може повернутися з лісу живим, Дракон списує Касю як мертву. Однак Аґнєшка за допомогою своєї магії знаходить подругу, наполовину поховану на дереві, яке харчується її плоттю, і витягає її. Але Пуща заразила Касю, і Дракон вважає, що її подругу потрібно вбити. Аґнєшці спадає на думку використати заклинання виклику, щоб побачити, чи залишилося щось від Касії в її тілі. Вони з Драконом поєднують свою магію, і їм вдається звільнити розум дівчини.
Звістка про Касю швидко поширюється, приносячи принца Марека та його чарівника, Сокола, до вежі Дракона. Коли вони впевнюються, що Кася більше не під чарами Пущі, Дракону наказують піти в Пущу і визволити матір принца, яка втекла двадцять років тому. Аґнєшка, Кася, Дракон, принц Марек, Сокіл і пошукова група з тридцяти солдатів йдуть до Пущі. Ходаки і богомоли вбивають військових, але вдається звільнити Королеву, яка ніби в комі. Дракон хоче скористатися нагодою, щоб знищити ослаблену Пущу раз і назавжди, але принц везе свою матір і Касю до суду, де могли би довести, що вони вільні від чарів Пущі. Аґнєшка їде з ними давати свідчення. Після деякого спротиву вона зустрічається з іншими чарівниками, і її також включають до списку чарівників. Однак все швидко йде шкереберть. Королева на суді приходить до тями і звинувачує в тому, що трапилось, Росью, державу-суперницю Польні. Незабаром один із чарівників перетворюється на чудовисько і вбиває короля. Королева маніпулює своїм старшим сином, щоб він пішов на війну проти Росьї, де він потрапляє у засідку і помирає, а потім солдати-зрадники вбивають дружину кронпринца, намагаючись також вбити і його дітей. Натомість Аґнєшка і Кася хапають дітей і тікають до вежі Дракона. Дракона підтримує барон, готовий допомогти захистити дітей від принца Марека та королеви. Королева, Марек і Сокіл прибувають до вежі Дракона, і їх військо вступає у жорстокий бій з військом барона. Коли королева майже отримала можливість вбити своїх онуків, Аґнєшка має видіння і їй відкривається, що у королеву вселилася Королева Пущі, яку сторіччя тому її піддані замурували живцем у місці, яке зараз є вежею Дракона. Кася намагається вбити королеву, але зазнає невдачі, хоча їй таки вдається відіслати її назад до лісу.
Хоча Дракон радіє можливісті відправити спадкоємців назад і продовжувати повільну боротьбу з Пущею, Аґнєшка переконує його піти з нею до Пущі, щоб перемогти її раз і назавжди. Вони натрапляють на галявину серцедерев і намагаються спалити те, в якому похована Королева Пущі. Вона перемагає і Аґнєшку, і Дракона, і Аґнєшку поглинає стовбур найстарішого дерева. Аґнєшка знову має видіння минулого, де вона дізнається, що Королева Пущі була частиною групи чарівних дерев'яних людей, які жили в лісі. Вона вийшла заміж за короля-людину, однак, як тільки він помер, його люди напали на дерев'яних людей, змусивши їх стати деревами щоб захиститися. Після того, як їм не вдалося вбити Королеву Пущі, вона спробувала повернутися до свого народу, але виявила, що вони перетворилися на дерева. А коли вона побачила, як люди рубають дерево, то вбила їх. Аґнєшці вдається втекти з дерева, але в ній також лишається і дещо від дерев'яної людини, якою раніше було це дерево — сестри Королеви Пущі, і вона нарешті допомагає Королеві заспокойтися і вкорінитися. Дракон сумнівається, що це дозволить тримати Пущу під контролем, однак він вирішує повернутися до суду Польні, щоб допомогти звільнити його від зарази, яка там укорінилися — хоча Аґнєшка підозрює, що він тікає від своїх почуттів до неї.
Через рік Аґнєшці вдалося приборкати ходаків, які тепер допомагають їй спалювати занадто хворі дерева та садити нові, добрі. Під час місцевих жнив Дракон повертається, щоб зібрати свої податки, хоча Аґнєшка знає, що насправді він повернувся за нею.

## Відгуки та відзнаки
Роман був відзначений низкою нагород:
- премія Неб'юла як найкращий роман[4].
- премія Локус як найкращий фентезійний роман[5].
- Міфопоетична премія у категорії «Література для дорослих»[6].
- Британська премія фентезі як найкращий фентезійний роман[7].
- Номінант на премію Г'юґо за найкращий роман[8].
- Номінант на Всесвітню премію фентезі за найкращий роман[9].

## Персонажі
- Аґнєшка, головна героїня
- Кася, найкраща подруга Агнешки, яка, як очікувалася, мала бути обрана Драконом
- Принц Марек, син короля Польні
- Саркан, «Дракон»[10], чарівник, що мешкає біля села Аґнєшки
- Соля, «Сокіл», чарівник, відомий своєю магією «дальнього зору»
- Алоша, «Меч», чарівниця-воїн
- Отець Балло, «Сова», монах-чарівник
- Раґосток, «Блискучий», майстер ювелірних виробів, правнук Алоші
- Королева Ганна, королева Польні, захоплена Пущею двадцять років тому
- Пуща, старовинний ліс

## Місця
- Польня і Росья, два ворогуючих королівства.
- Двернік, село, де живуть Аґнєшка та Кася, недалеко від Пущі.
- Пуща, зачарований ліс між межами Польні та Росьї, населений смертоносними істотами.
- Поросна, село, поглинуте Пущею.
- Кралія, столиця Польні.
- Вежа Дракона, дім Саркана. Вежа захищає долину і побудована на руїнах стародавньої цивілізації.
- Веретено, річка, що протікає вздовж долини і зникає глибоко в Пущі.

## Культурні відсилки
Завдяки тому, що мати авторки була полькою, у книзі міститься низка посилань на польську культуру. Більшість польнянських персонажів носять польські імена, у тому числі головна героїня, чиє ім'я посилається на оповідання Наталії Галчинmської «Аґнєшка Шматочок Неба» (Agnieszka Skrawek Nieba), як пояснює авторка у подяках. Спосіб творити чари, який опановує Аґнєшка, приписується Бабі Язі. Конкуруюча нація Польні, Росья, поділяє свою вимову з польським словом Росія, Рося. «Пісня на день народження про сто років життя», на мелодію якої Аґнєшка виспівує заклинання, що лікує Дракона від зараження, — це польська пісня до дня народження Sto lat, буквально «сто років». Слова іншої пісні, цитованої в книзі, «про іскру на вогнищі, що розповідає її довгі історії», є перекладом частини пісні «Bajka iskierki» (або Z popielnika na Wojtusia) Яніни Поражинської. На останньому бенкеті Аґнєшка куштує журек, суп, що вважається однією з національних страв Польщі.

## Переклади українською
Наомі Новік. Ті, що не мають коріння. Переклад з англійської: Марія Пухлій; Дизайнер обкладинки: Оксана Волковська. — Харків: Книжковий Клуб «Клуб Сімейного Дозвілля», 2018. — 480 с. ISBN 978-617-12-4289-0

## Адаптації
У 2015 році Warner Brothers придбала права на екранізацію роману і призначила продюсером Еллен ДеДженерес. Станом на квітень 2022-го року, проект має статус «в роботі».